# Korea Media Rating Board
Das Korea Media Rating Board (KMRB, 영상물등급위원회) ist eine Organisation in Südkorea zur Prüfung der Altersfreigaben von Filmen und Videos (Blu-ray, DVD, Video on Demand). Sie wurde 1966 als Ethikkommission gegründet. 1999 erfolgte die Namensänderung zur jetzigen Bezeichnung. Bis zur Gründung des Game Rating Boards im Jahr 2006 prüfte das KMRB auch Videospiele.
Der Sitz des KMRB befindet sich in Busan.

## Altersfreigaben
Die Stufen der Altersfreigaben für Kinofilme lauten:
| Etikett                                                                              | Text auf dem Etikett | Kennzeichnung             |
| ------------------------------------------------------------------------------------ | -------------------- | ------------------------- |
| KMRB ab 0                                                                            | 전체 관람가          | ohne Altersbeschränkung   |
| KMRB ab 12                                                                           | 12세 관람가          | KMRB ab 12 freigegeben    |
| KMRB ab 15                                                                           | 15세 관람가          | KMRB ab 15 freigegeben    |
| KMRB ab 19                                                                           | 19 관람가            | KMRB ab 19 freigegeben    |
|                                                                                      | 제한 상영가          | Eingeschränkte Vorführung |
| Am 1. Januar 2021 änderte das KMRB die Symbole zur Kennzeichnung der Altersfreigabe. |                      |                           |

Für die Altersfreigaben ab 12 und ab 15 gilt, dass auch Jüngere in Begleitung ihrer Eltern den Film sehen dürfen. In Anlehnung an Artikel 9 des südkoreanischen Jugendschutzgesetzes dürfen nur Volljährige in Filme ohne Jugendfreigabe eingelassen werden. In Südkorea ist man ab dem 1. Januar des Jahres, in dem man 19 wird, volljährig.
Bis 2001 gab es auch die Klassifizierung „Zurückhaltung“ oder „Vorbehalt“, was soviel bedeutet, dass die Bewertung des Films auf unbestimmte Zeit verschoben ist. Dadurch konnte das KMRB Filmveröffentlichung verzögern. 2001 entschied das Verfassungsgericht allerdings, dass eine solche Verzögerung gegen die Redefreiheit verstoße.